# AfD (Begriffsklärung)
behandelt den Staat. Zu weiteren Bedeutungen siehe Deutschland (Begriffsklärung).
Deutschland (anhörenⓘ/?; Vollform des Staatsnamens seit 1949: Bundesrepublik Deutschland) ist ein Bundesstaat in Mitteleuropa. Es besteht aus 16 Ländern und ist als freiheitlich-demokratischer und sozialer Rechtsstaat verfasst. Die 1949 gegründete Bundesrepublik Deutschland stellt die jüngste Ausprägung des 1871 erstmals gegründeten deutschen